# Tom Carver
Tom Carver, född den 2 november 1960, är en skribent och före detta utrikeskorrespondent för BBC som bland annat gjort uppmärksammade journalistiska uppdrag i Somalia, Angola och Bosnien. 

## Karriär

### Som utrikeskorrespondent för BBC
1991 blev han BBC:s Afrikakorrespondent, en tjänst han hade i tre år. Han rapporterade då från den USA-ledda invasionen i Somalia, även känt som Operation Restore Hope, från Angolas inbördeskrig och från händelseutvecklingen i Sydafrika. 1994 bevakade han som journalist folkmordet i Rwanda. 1995 rapporterade han från massakern i Srebrenica under Bosnienkriget.

### Journalistik
Carver har skrivit för ett flertal dagstidningar, bland annat The Independent, London Review of Books, The Sunday Times, New Statesman och The Guardian.